# TTC Remlingen
Der TTC Remlingen ist ein Tischtennisverein aus Remlingen (Unterfranken). Die Herrenmannschaft spielte 1974/75 in der Bundesliga.
Die Anfänge gehen zurück auf den August 1958, als man sich dem TSV Remlingen als Tischtennisabteilung anschloss. Am 5. Mai 1963 gründete man den selbständigen Verein TTC Remlingen.
1967 spielte die Mannschaft noch in der Bezirksliga. Nach mehreren Aufstiegen wurde sie in der Saison 1972/73 Meister der Bayernliga in der Besetzung Michael Münzinger, Peter Becker, Joachim Geis, Karl-Rainer Steger, Rudi Pfister, Karl-Heinz Haak, Engel, Keller und Werner Kümmerle. Dies berechtigte zum Aufstieg in die Oberliga Süd. Mit Hilfe der Verstärkungen Hans Kehrer, Harald Lohbauer und Gerd Preißler erreichte das Team wieder den ersten Platz, setzte sich im Mai 1974 in den Aufstiegsspielen durch und qualifizierte sich für die Bundesliga. Hier wurde es in der Saison 1974/75 nur Vorletzter und musste wieder absteigen.
Danach folgten Spielerabgänge und mehrere Abstiege bis hinab in die Bezirksklasse. Heute (2010) tritt die Mannschaft auf Kreisebene an.
Ein bekannter Spieler war Joachim Geis, der 1974 an der Jugend-Europameisterschaft teilnahm.